# Sēja
Sēja è un comune della Lettonia appartenente alla regione storica della Livonia di 2.464 abitanti (dati 2009).
Il comune è stato istituito nel 2006.